# Iznalloz
Iznalloz é um município da Espanha na província de Granada, comunidade autónoma da Andaluzia, de área 310,03 km² com população de 7054 habitantes (2007) e densidade populacional de 22,41 hab/km².
Situado na região sul da Espanha, Iznalloz é conhecido por sua rica história, belas paisagens e pela hospitalidade de seus habitantes. O município oferece uma variedade de atrações culturais e naturais, incluindo igrejas históricas, ruínas antigas e trilhas para caminhadas pitorescas.

## Demografia
| Variação demográfica do município entre 1991 e 2004 | Variação demográfica do município entre 1991 e 2004 | Variação demográfica do município entre 1991 e 2004 | Variação demográfica do município entre 1991 e 2004 |
| --------------------------------------------------- | --------------------------------------------------- | --------------------------------------------------- | --------------------------------------------------- |
| 1991                                                | 1996                                                | 2001                                                | 2004                                                |
| 6 534                                               | 6 705                                               | 6 763                                               | 6 948                                               |